# Insula Șimian
Insula Șimian este o insulă pe Dunăre, situată în aval de hidrocentrala Porțile de Fier I, între România și Serbia, la sud-est de municipiul Drobeta Turnu-Severin, în dreptul localității Șimian din  județul Mehedinți. Insula are o suprafață de 55,50 de hectare. Ca încadrare teritorial-administrativă aparține comunei Șimian.
Descoperirile arheologice arată că insula a fost locuită încă din neoliticul mijlociu, găsindu-se urme ale culturilor Starčevo-Criș și Turdaș-Vinca. În anul 1968, înainte de construcția lacului de acumulare Porțile de Fier, obiectivele turistice de pe insula Ada Kaleh au fost mutate pe Insula Șimian, obiective aflate și astăzi pe teritoriul insulei, însă aflate într-o stare de degradare. 
În timpul construcției Podului lui Traian între anii 103 și 105, insula a servit ca bază naturală pentru baraje de deviere a apei.
Climatul submediteranean a favorizat existența în insulă a unor specii de plante care, în urmă cu peste trei decenii, se regăseau pe Insula Ada Kaleh. În ansamblu, Insula Șimian poate fi considerată o grădină botanică în miniatură. 
Insula Șimian poate fi accesată doar pe apă, fiind necesar transportul nautic. Muzeul Regiunii Porților de Fier este instituția care va facilita accesul pe insulă, asigurând transportul turiștilor și al comunității locale spre acest „muzeu în aer liber”. Această deschidere spre patrimoniul peisagistic și istoric al insulei a fost posibilă prin proiectul „Dunărea-coridor european”, finanțat de Uniunea Europeană prin Programul de Vecinătate România-Serbia 2005.

## Vezi și
- Listă de insule în România

## Legături externe
- Poziția pe hartă - wikimapia.org
- Foto-tur pe "Noua Ada Kaleh" Arhivat în 16 mai 2007, la Wayback Machine.
- Insula Șimian și ruinele Ada-Kaleh - video